# Christa Landon
Christa Landon (geborene Christa Fuhrmann; * 23. September 1921 in Berlin; † 19. November 1977 bei einem Flugzeugabsturz nächst Madeira) war eine österreichische Musikerin und Musikforscherin.

## Leben
Landon studierte an der Wiener Musikakademie Klavier, Orgel, Cembalo und Theorie.
1949 heiratete sie den US-amerikanischen Musikwissenschaftler H. C. Robbins Landon und war anschließend bis 1958 bei der Haydn Society, die ihr Mann gründete, angestellt. Ab 1959 war sie eine freischaffende Herausgeberin und von 1964 bis 1977 wissenschaftliche Mitarbeiterin der Neuen Schubert-Ausgabe. In dieser Funktion entdeckte sie 1969 im Archiv des Wiener Männergesang-Vereins rund 50 Schubert-Autographe.
Sie spezialisierte sich auf Haydn, Mozart, Beethoven und Schubert und vor allem ihre Edition der Haydn-Klaviersonaten ist in der Musikwissenschaft anerkannt.
1975 wurde ihr von der Stadt Wien eine Honorarprofessur verliehen.